# Walt Disney Family Museum

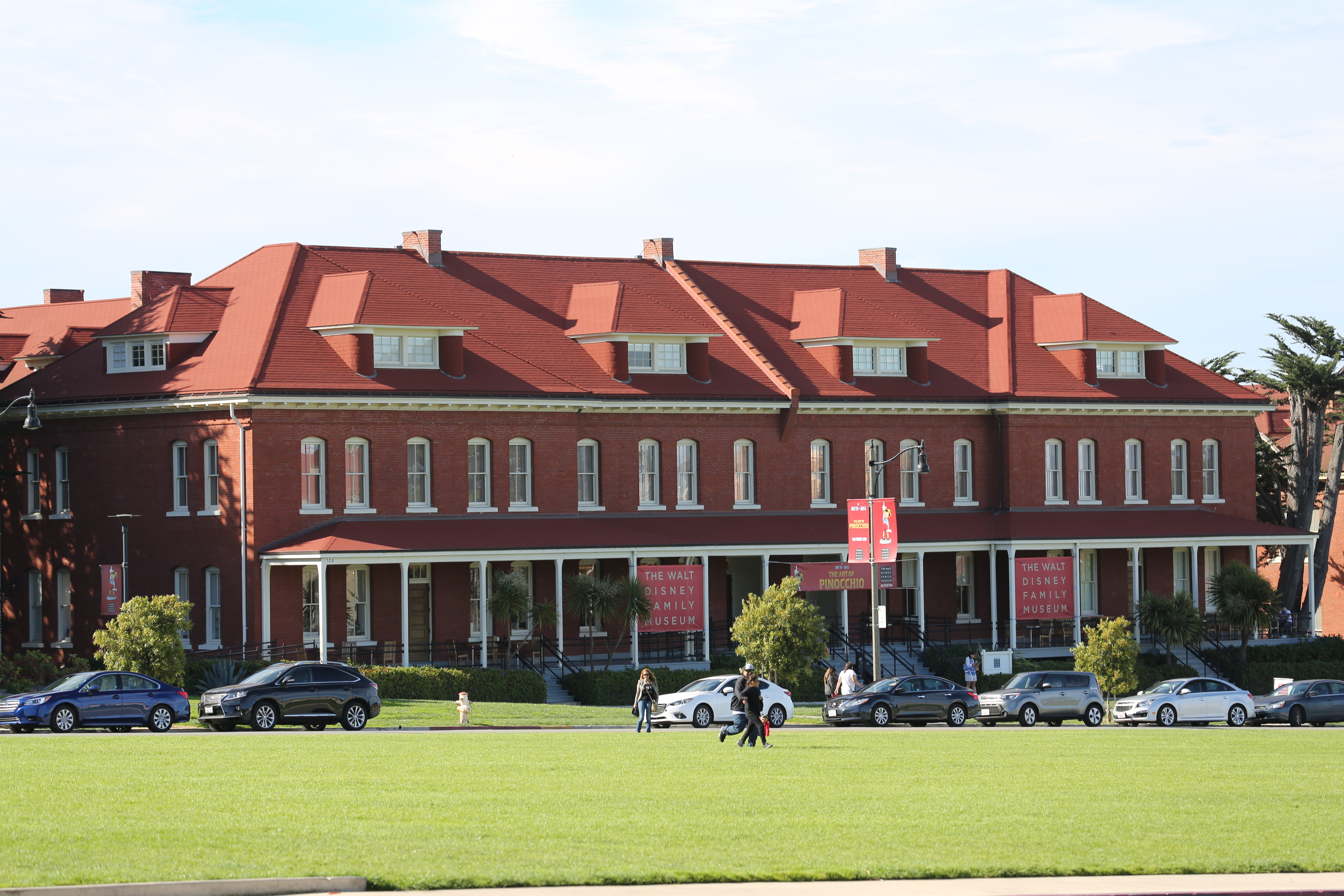
Museumsgebäude

Das Walt Disney Family Museum in San Francisco, USA ist dem Leben und Werk Walt Disneys gewidmet. Es wurde im Oktober 2009 in Gebäuden des ehemaligen Militärstützpunkts Presidio eröffnet. Initiiert wurde das Museum von der Walt Disney Family Foundation unter der Leitung von Diane Disney Miller, der Tochter Walt Disneys, sowie deren Sohn Walter Elias Disney Miller.

## Ausstellung

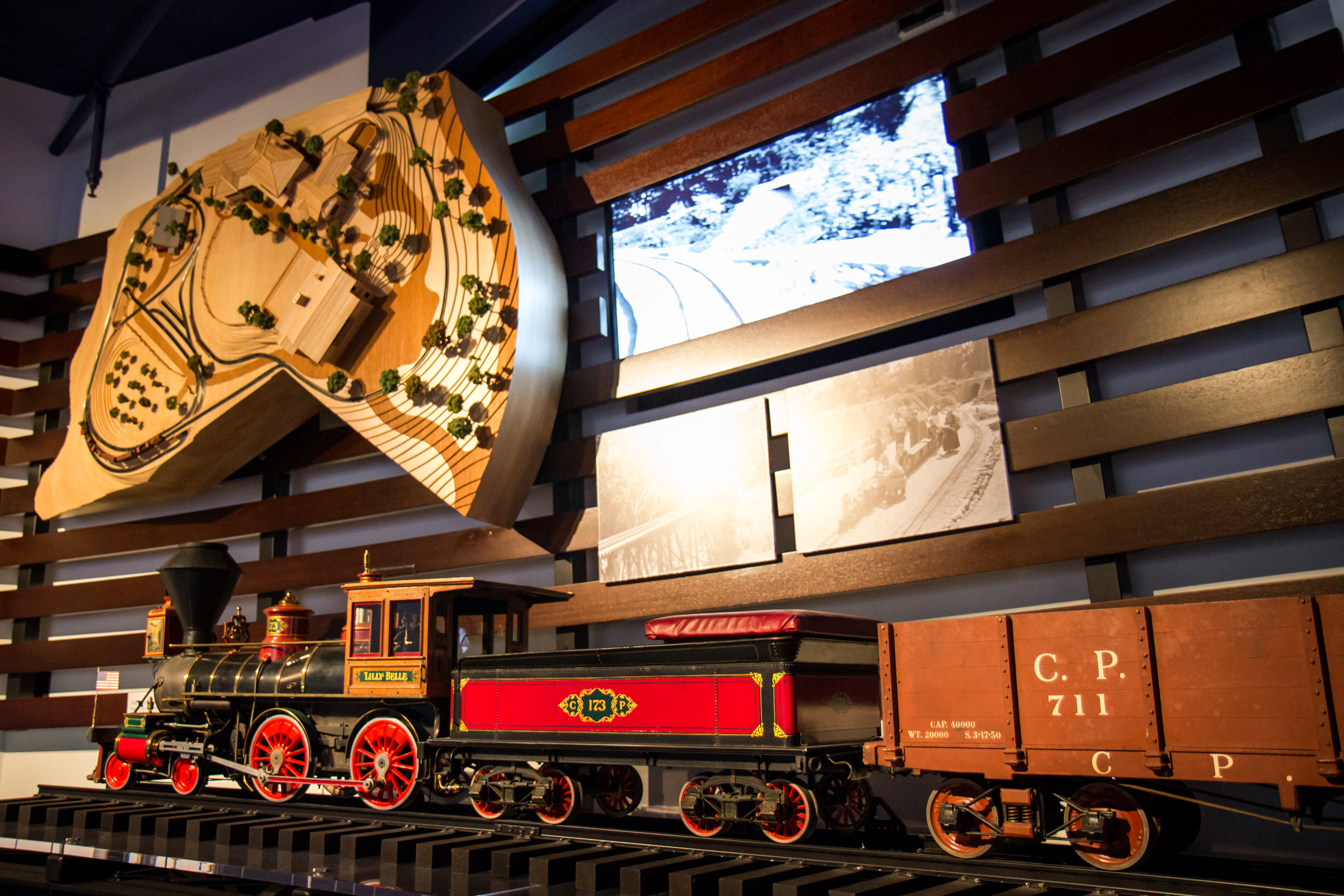
Blick in die Ausstellung

Das Museum zeigt chronologisch geordnet das Leben und Werk Disneys von seiner Kindheit an bis zu seinem Tod. Viele der Exponate stammen aus privaten Archiven der Familie. Originale Dokumente und Aufnahmen zeigen das Leben Disneys vor seiner Karriere als Filmproduzent. Sein filmerisches Schaffen wird mit Hilfe von Zeichnungen, Fotografien, Videos, interaktiven Vorführungen sowie originalen Requisiten und technischen Utensilien dargestellt. Auch ein Modell eines von Disney geplanten, aber nie realisiertem Vergnügungspark wird ausgestellt, ebenso eine Parkeisenbahn, mit der er Gäste durch sein privates Anwesen chauffierte sowie die Multiplan-Kamera, mit der 1937 die dreidimensionalen Effekte in Disneys ersten abendfüllendem Spielfilm Schneewittchen und die sieben Zwerge realisiert wurden.
In der Lobby des Museums werden zahlreiche Preise, Urkunden und Auszeichnungen Disneys und seiner Werke ausgestellt, darunter auch der „Spezial-Oscar“ (ein großer und sieben kleine Awards), mit dem der Film Schneewittchen und die sieben Zwerge ausgezeichnet wurde.